# Страта (социология)
Стра́та социа́льная (от лат. stratum — «слой, пласт») — элемент социальной структуры (социальный слой или группа), объединённый неким общим общественным признаком (имущественным, профессиональным или иным).
Страты конструируются на основании многомерной классификации и часто организуются в иерархический порядок.
Критерии конструирования страт зависят от целей исследования и от того, что считается важным в данном определённом исследовании и данной определённой модели. Это может быть один признак: пол, возраст, уровень дохода, уровень образования, область интересов, место проживания и тому подобное, или сочетание нескольких признаков (характеристик).